# Ophiognomonia lapponica
Ophiognomonia lapponica är en svampart som tillhör divisionen sporsäcksvampar, och som beskrevs av (Jacob) Tycho (Conrad) Vestergren. Ophiognomonia lapponica ingår i släktet Ophiognomonia, och familjen Gnomoniaceae. Arten är reproducerande i Sverige.